# 蕭椿
蕭椿（？—1606年），號瑶房，江西吉安府廬陵縣人，明朝政治人物。

## 生平
萬曆十九年（1591年）辛卯科江西鄉試舉人。萬曆二十年（1592年），登壬辰科第三甲第二百四十三名進士，吏部觀政，二十四年授大理寺右評事，二十七年升工部主事，升员外郎，二十八年升郎中，管张秋河道，三十二年仕至浙江副使，三十四年卒。

## 家族
曾祖蕭正和；祖父蕭經；父蕭文清。